# Ernest Bosc
Ernest Bosc (1837-1913) fue un arquitecto, arqueólogo e historiador de la arquitectura y ocultista francés.

## Biografía
Nacido el 19 de diciembre de 1837 en Nimes, inicialmente estudió en las escuelas de dibujo de su ciudad natal, al mismo tiempo que en el despacho de Henri Durand, arquitecto del departamento de Gard. Llegó a París en 1863 para completar sus estudios de arquitectura en el taller de Questel y luego fue asignado al servicio de inspección de edificios municipales y departamentales del Sena bajo la dirección de V. Baltard. A partir de esta época (1868), publicó numerosos artículos en el Moniteur des Architectes, la Encyclopédie d'architecture y L'Architecte. Expuso en el Salón de 1869 un proyecto para un asilo de ancianos y, tras la guerra, fue nombrado, bajo las órdenes de Eudes, inspector de las obras de reconstrucción del edificio de la Caisse des Dépôts et Consignations, entre la rue de Lille y el Quai d'Orsay. Proyectó también algunos edificios particulares en el sur de Francia. Era recordado sobre todo por los artículos que publicaba constantemente sobre arquitectura y bellas artes y por sus diccionarios. Bosc, que tuvo una revista «de ocultismo científico» titulada La Curiosité, falleció en 1913.

## Obras
- Traité complet de la tourbe (1870).[1]
- Le Salon de 1872.[1]
- Des concours pour les monuments publics, à propos du concours de l'Hôtel de Ville de Paris (1873).[1]
- Etudes sur les chaussées dans les grandes villes (1873).[1]
- Architecture rurale, traité des constructions rurales (1878).[1]
- Traité complet, théorique et pratique du chauffage et de la ventilation des habitations particulières et des édifices publics (1875).[1]
- Aérage et Assainissement des grandes villes (1876).[1]
- Dictionnaire raisonné de l'architecture et des sciences et arts qui s'y rattachent (1876-1880, 5 vol.).[1]
- Dictionnaire général de l'archéologie et des antiquités chez les divers peuples (1880).[1]
- Histoire nationale des Gaulois sous Vercingétorix, en colaboración con L. Bonnemère (1881).[1]
- Dictionnaire de l'art, de la curiosité et du bibelot (1882).[1]
- Yoghisme et Fakirisme Hindous (1913).[3]